# Wikipédia en sotho du Sud
Wikipédia en sotho du Sud (en sotho du Sud : Wikipedia Sesotho) est l'édition de Wikipédia en sotho du Sud (ou sotho ou sesotho), langue bantoue parlée au Lesotho et en Afrique du Sud. L'édition est lancée en septembre 2003 et dans les faits en mai 2004. Son code est : st.
Au 23 mars 2025, l'édition en sotho du Sud contient 1 383 articles et compte 11 584 contributeurs, dont 26 contributeurs actifs et 1 administrateur.

## Présentation

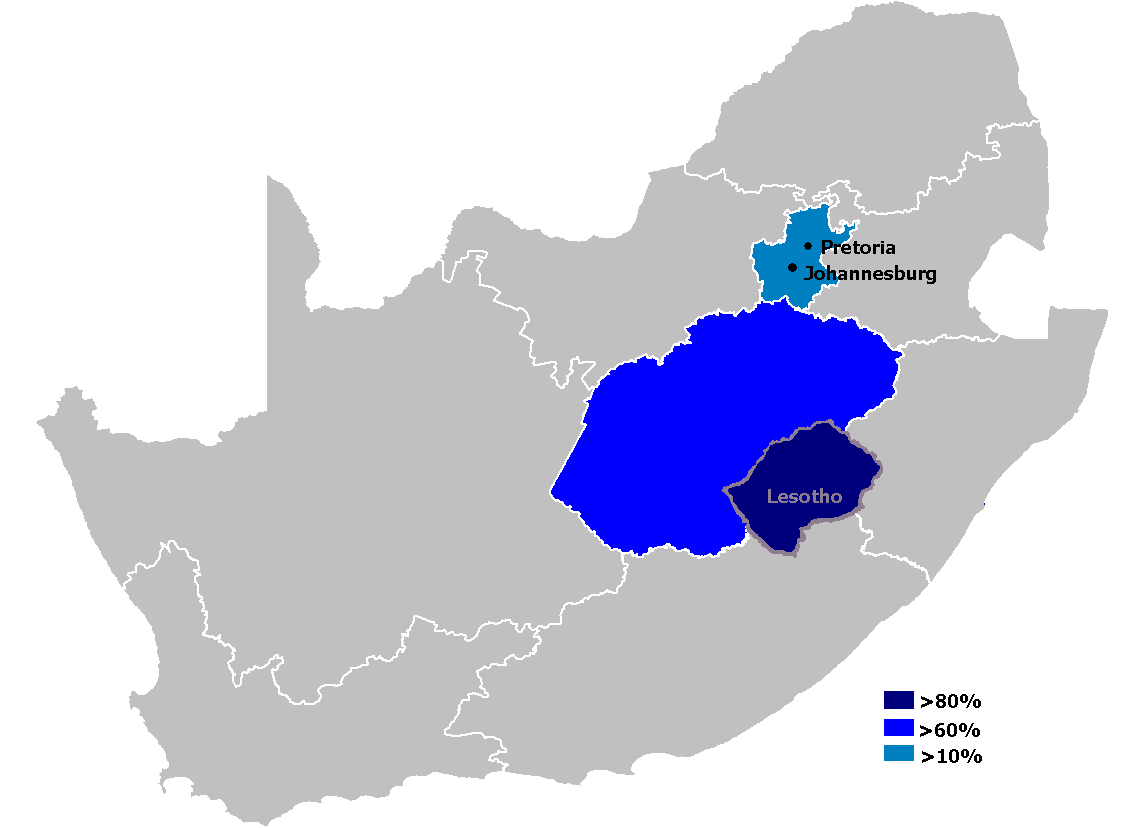
Aire de diffusion du sotho du Sud.
Aire de diffusion en Afrique du Sud.

## Statistiques
- Le 18 octobre 2024, l'édition en sotho du Sud contient 1 022 articles et compte 11 204 contributeurs, dont 14 contributeurs actifs et 1 administrateur.
- Le 23 mars 2025, elle contient 1 383 articles et compte 11 584 contributeurs, dont 26 contributeurs actifs et 1 administrateur.